# Curemonte
Curemonte (okzitanisch Curamonta) ist eine französische Gemeinde im Département Corrèze in der Region Nouvelle-Aquitaine am westlichen Rand des Zentralmassivs. Sie ist dem Kanton Midi Corrézien und dem Arrondissement Brive-la-Gaillarde zugeteilt.
1831 wurde die ehemals selbständige Kommune Saint-Genest eingemeindet.
Das Dorf ist als eines der Plus beaux villages de France (Schönste Dörfer Frankreichs) klassifiziert.

## Geografie
Das Dorf mit 215 Einwohnern (Stand 1. Januar 2022) liegt auf einem Höhenrücken über dem Tal des Flusses Sourdoire, in einem waldreichen Gebiet im südwestlichen Winkel des Départements Corrèze etwa 100 Kilometer südsüdöstliche von Limoges und wird von der Départementsstraße D15 bedient. An der westlichen Gemeindegrenze verläuft das Flüsschen Maumont, das später in die Sourdoire einmündet. 
Als geografische Besonderheit ist zu erwähnen, dass das Dorf exakt auf dem 45. Breitengrad liegt und sich somit auf halbem Weg zwischen Äquator und Nordpol befindet.
Die Gegend ist fruchtbar: es wird Wein, Weizen und Walnussöl produziert.

## Geschichte
Curemonte wird erstmals 860 erwähnt. Raymond de Curemonte war Vasall des Viconte de Turenne (Vize-Graf von Turenne) und begleitete diesen 1096 im Ersten Kreuzzug. Für seine Dienste erhielt er das Recht auf eine eigene Burg.

### Wappen
Das Wappen der Gemeinde entspricht jenem der Familie von Plas aus Curemonte. Blasonierung: In Silber drei rote, schmale Zwillingsbalken, diagonal verlaufend von heraldisch rechts oben nach links unten.

### Bevölkerungsentwicklung
| Jahr      | 1962 | 1968 | 1975 | 1982 | 1990 | 1999 | 2009 | 2017 |
| --------- | ---- | ---- | ---- | ---- | ---- | ---- | ---- | ---- |
| Einwohner | 351  | 311  | 248  | 231  | 203  | 223  | 213  | 209  |

## Sehenswürdigkeiten

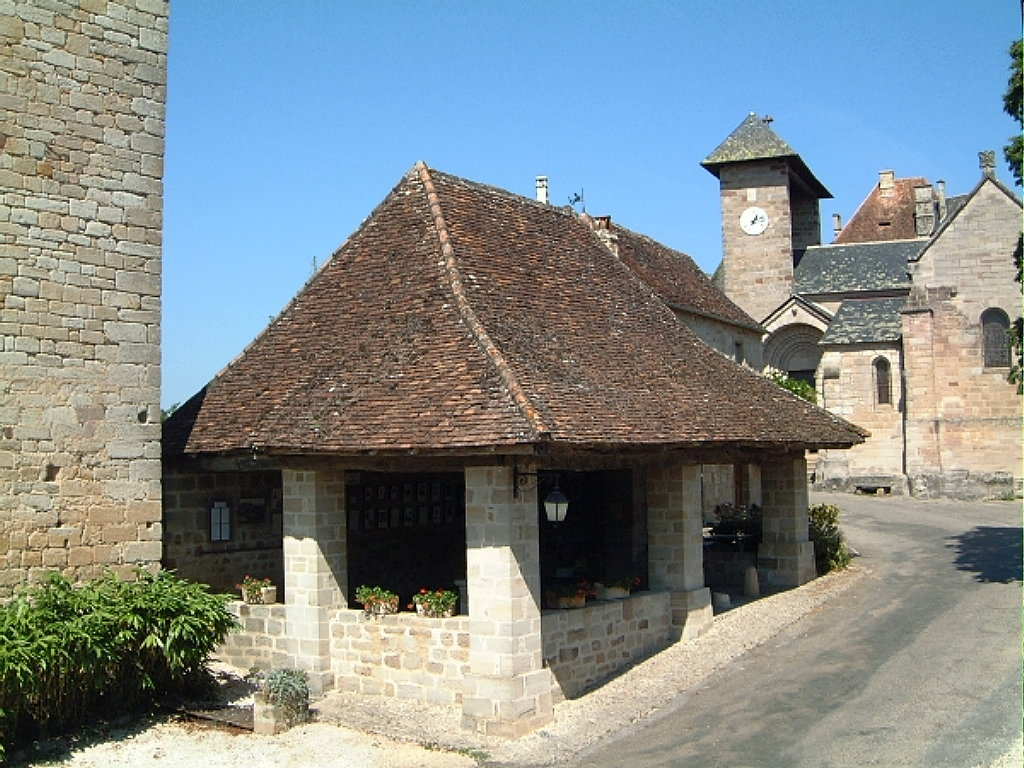
Markthalle Halle aux Grains

Der heute kleine Ort verfügt über drei Schlösser und ebenso viele Kirchen. Sehenswert ist auch die Markthalle Halle aux Grains aus dem 19. Jahrhundert.

### Schloss Saint-Hilaire
Das Château de Saint-Hilaire (franz. Château, dt. Schloss) steht im Zentrum der Burgmauer und geht auf das 13. Jahrhundert zurück. Der rechteckige, viergeschossige Bau wird von drei Türmen aus dem 15. Jahrhundert flankiert. Sie sind mit Maschikulis gekrönt und mit Biberschwanzziegeln bedeckt. Das Eingangstor stammt aus der Renaissance.
Das Schloss gehörte ursprünglich der Familie Saint-Hilaire, später dem Seigneur Aymard de Lostanges. Im Jahre 1305 huldigte Gérald de Saint-Hilaire dem Vicomte de Turenne und brachte auch sein Lehen, welches aus der Pfarrei von Lostanges bestand, in die Vize-Grafschaft ein. Auf einem der Türme ist ein Löwe, das Wappenzeichen der Dynastie Lostanges, zu sehen. Im 16. Jahrhundert ging das Schloss an Gabriel de Cardaillac. Die Familie Cardaillac stammte ursprünglich aus Quercy und Rouergue. Durch Heirat geriet das Gut schließlich in den Besitz der Familie von Plas.

### Schloss Plats

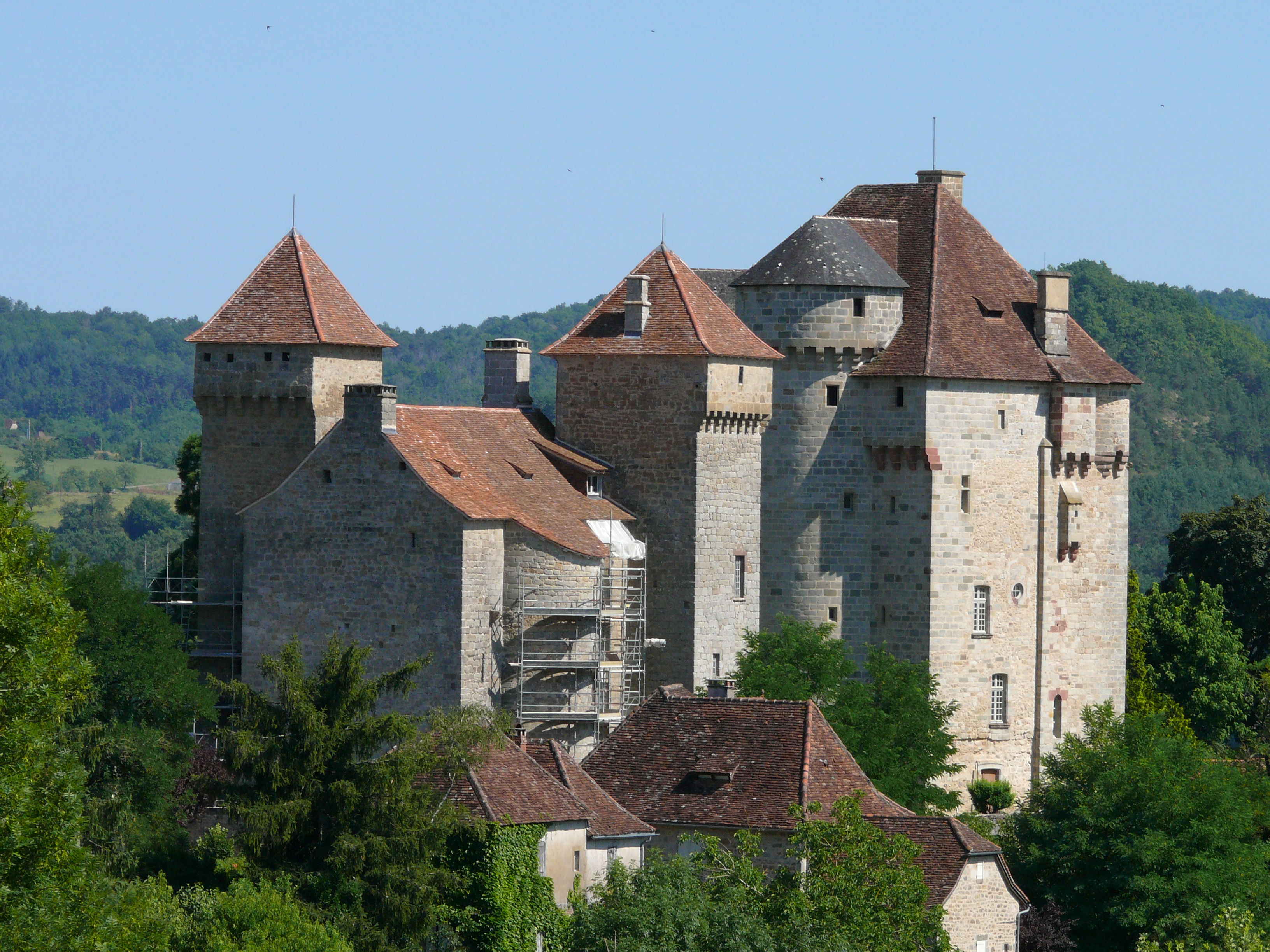
Château de Saint-Hilaire et des Plas

Das Château des Plas (auch Château de Saint-Hilaire et des Plas genannt) steht neben dem älteren Schloss Saint-Hilaire an der Innenmauer der Befestigungsanlage und geht auf das 16. Jahrhundert zurück. Das Gebäudeensemble (Schloss Saint-Hilaire und Schloss Plas) ist seit 1991 ein französisches Kulturdenkmal.
Ursprünglich bestand das neue Gebäude lediglich aus zwei Wohntürmen. Im 17. Jahrhundert wurde aber ein rechteckiger Trakt angefügt. Über dessen Eingangstor prangt eine von zwei Bossen-Pilastern flankierte Kartusche, die das Wappen der Familie von Plas präsentiert. Aus demselben Jahrhundert stammt ein weiterer Anbau. Dieser wird von zwei Türmen begrenzt, die große Korbbogenöffnungen nach außen aufweisen. Zwei weitere Türme sind Bestandteil der Burgmauer, wobei der eine zylindrisch und der andere hexagonal ist.
Man kann sich Curemonte ab dem 16. Jahrhundert als Co-Herrschaft der beiden Familien Le Plas und Saint-Hilaire vorstellen, wobei auf Curemonte bezogen, die Saint-Hilaire das ältere Geschlecht waren. Der Name Plas ist allerdings in der Pfarrei Lostanges bis zurück ins 11. Jahrhundert nachzuweisen. Die Domizile der beiden Familie lagen ab dem 16. Jahrhundert innerhalb derselben Burgmauer und es bildete sich eine Ganerbenburg heraus. Der Bau des zusätzlichen Schlosses wurde vermutlich von Jean IV. de Plas in den Jahren 1543–1547 vorangetrieben. Er war unter den Königen Ludwig XII. und Franz I. Botschafter in Schottland. Für seine zuverlässigen Dienste wurde er 1524 von Franz I. zum Bischof von Périgueux berufen. Zudem war er Doktor für Kirchenrecht an der Sorbonne in Paris. Im Schlosssaal findet man die Inschrift ung Dieu, ung Roy, une Foy, une Loy („ein Gott, ein König, ein Glaube, ein Gesetz“). Dies war der Leitspruch der Royalisten und der Katholiken zu jener Zeit.

### Schloss Johannie
Das Château de la Johannie aus dem 14. Jahrhundert setzt sich aus zwei hohen gegeneinander verschobenen Quadern zusammen. Der Treppenturm an der Schnittstelle der beiden Körper, dient beiden Gebäuden. Das Schloss ist wegen seiner Fassade, seinem Dach, seiner Wendeltreppe und den vier Cheminées im Innern seit 1981 ein französisches Kulturdenkmal.
Errichtet wurde der Bau von der Herrscherfamilie Les Jean, die sich im 13. Jahrhundert in Curemonte etabliert hatte. Jean heißt auf Lateinisch Johannes, deshalb der Name des Schlosses. 1405 erbte Hugues de la Johannie, der ein Vasall des Vicomte de Turenne war, das Lehen in Curemonte. Später wurde das Schloss von Sieur Lebrun, Händler von Martel käuflich erworben. Er übergab es als Mitgift seiner Tochter Marguerite de la Johannie, die 1460 Pierre de Vassal, Seigneur von La Tourette, heiratete. Aber die Familie Vassal war verschuldet und konnte das Anwesen nicht halten, worauf das Schloss zu zerfallen begann. Im 16. Jahrhundert ging das Schloss durch Heirat an die Familie d’Ambert, welche es 1693 an die Dynastie Les Plas verkaufte.

### Sakralbauten

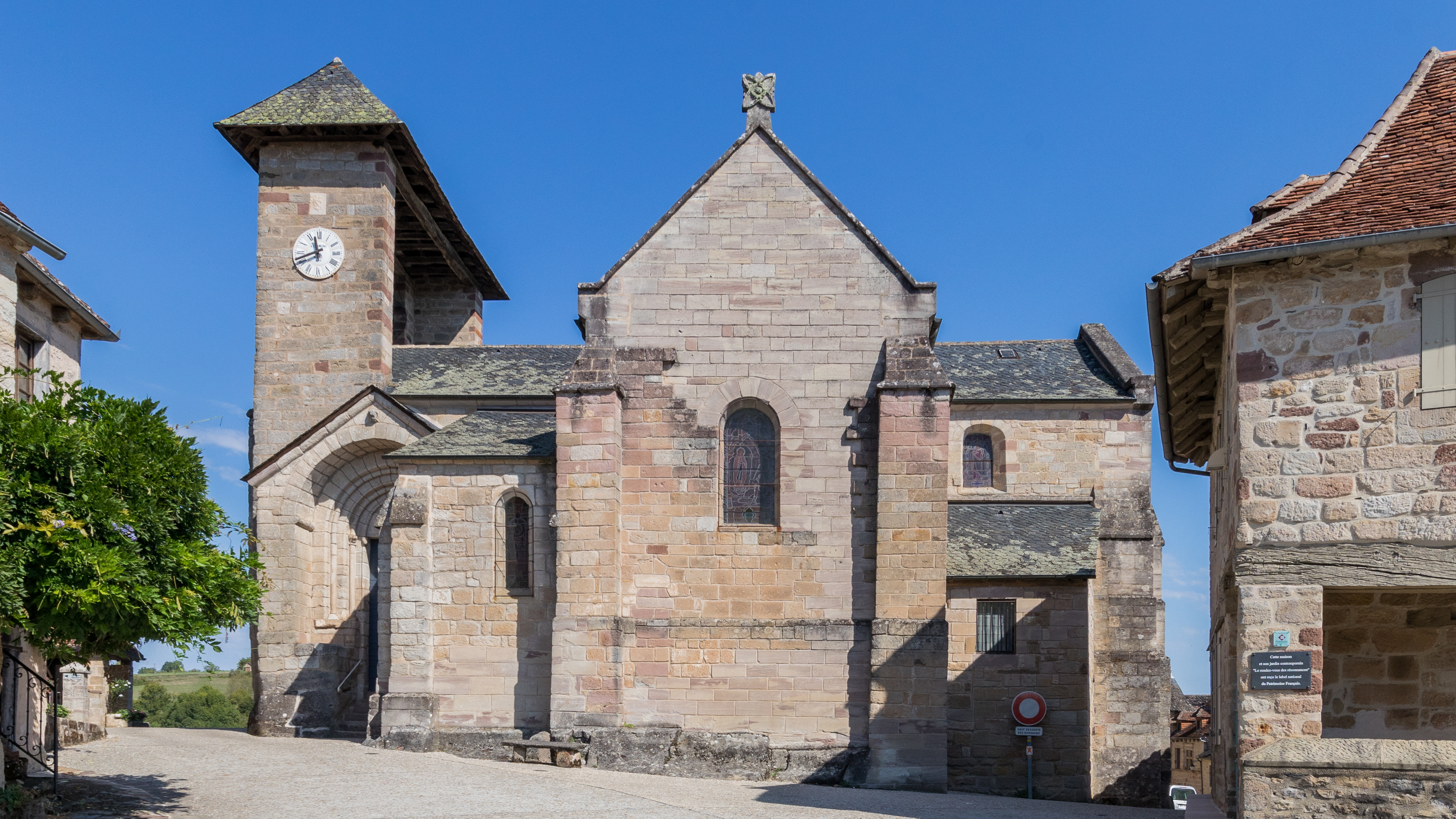
Kirche Saint-Barthélemy

- Das Merkmal der ursprünglich romanischen Kirche Saint-Barthélemy du Bourg ist zweifelsohne ihr Glockengiebel. Die Ausstattung umfasst drei prächtige Altarretabel aus dem 17. Jahrhundert. Die Kirche ist seit 1927 ein Monument historique.[9]
- Die Kirche Saint-Hilaire im Weiler La Combe aus dem 11. Jahrhundert war nicht nur die erste vor Ort, sondern ist eine der ältesten im Département Corrèze. Sie wurde auf einem Fundament errichtet, das vermutlich auf die Zeit der Merowinger zurückgeht. Dieser Sakralbau verkörpert einen puren und ursprünglichen romanischen Stil. Die Kirche ist seit 1970 ein Monument historique.[10]
- Die Kirche Saint-Genest im Weiler Les Granges aus dem 12. Jahrhundert wurde von den Benediktinern errichtet und war bis zur Französischen Revolution die Pfarrkirche von Curemonte. Mit der jüngsten Restauration wurde sie in ein Museum für religiöse Kunst umgewandelt. Die Kirche ist seit 1971 ein Monument historique.[11]
- Das Friedhofskreuz Croix de cimetière an der Place attenante à l’église ist seit 1912 ein Monument historique.[12]

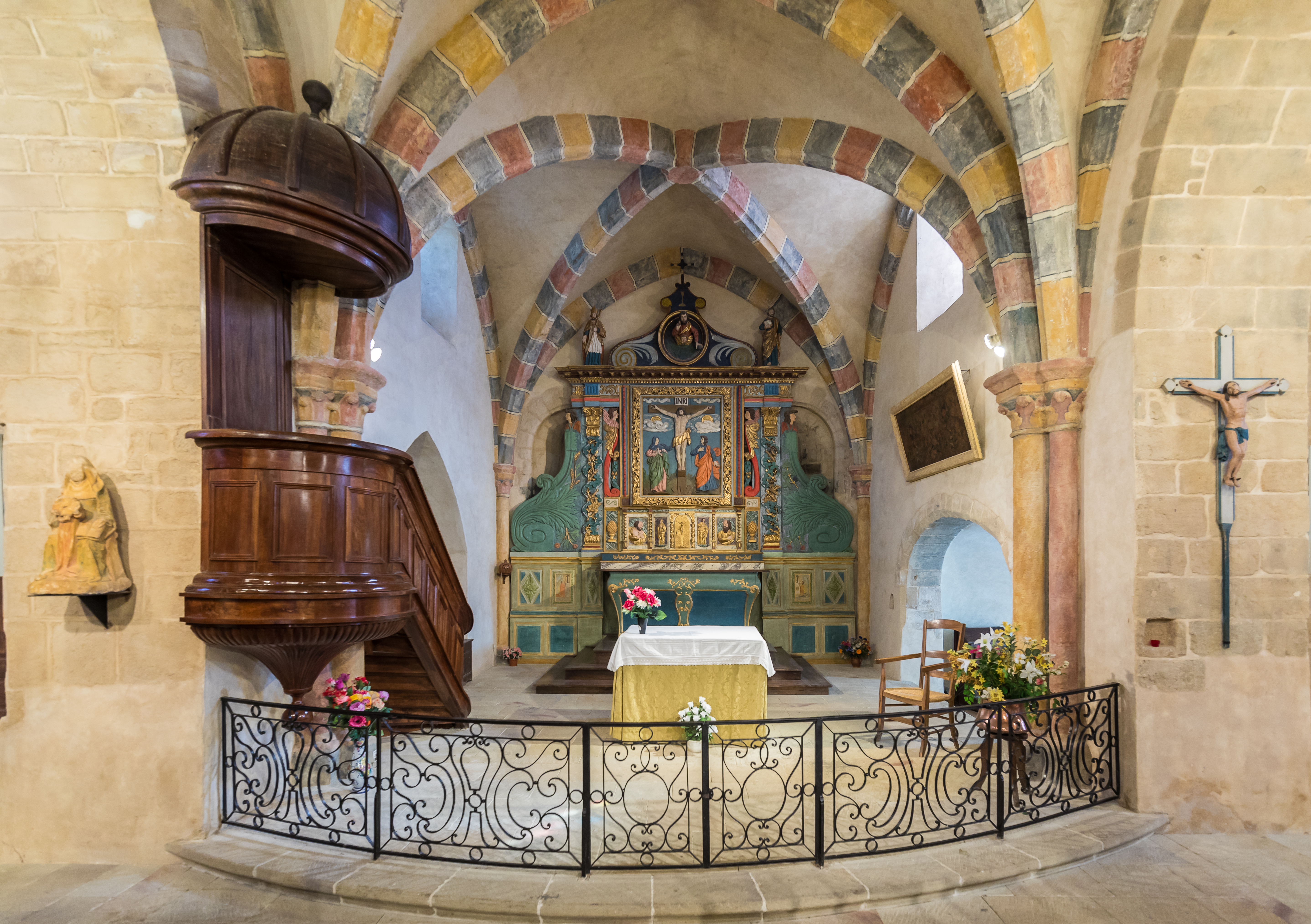
Innenansicht der Kirche Saint-Barthélemy
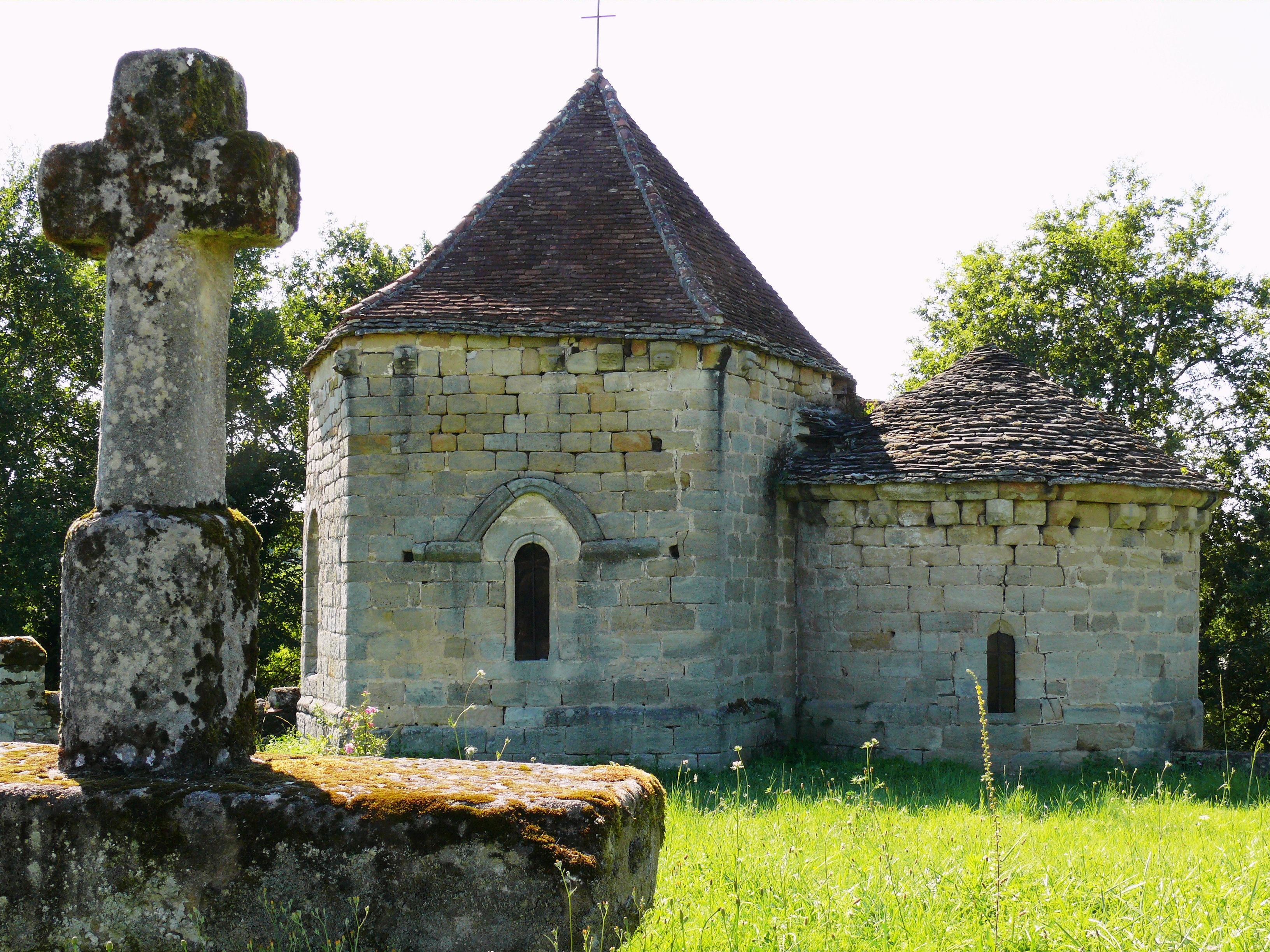
Kirche Saint-Hilaire de la Combe
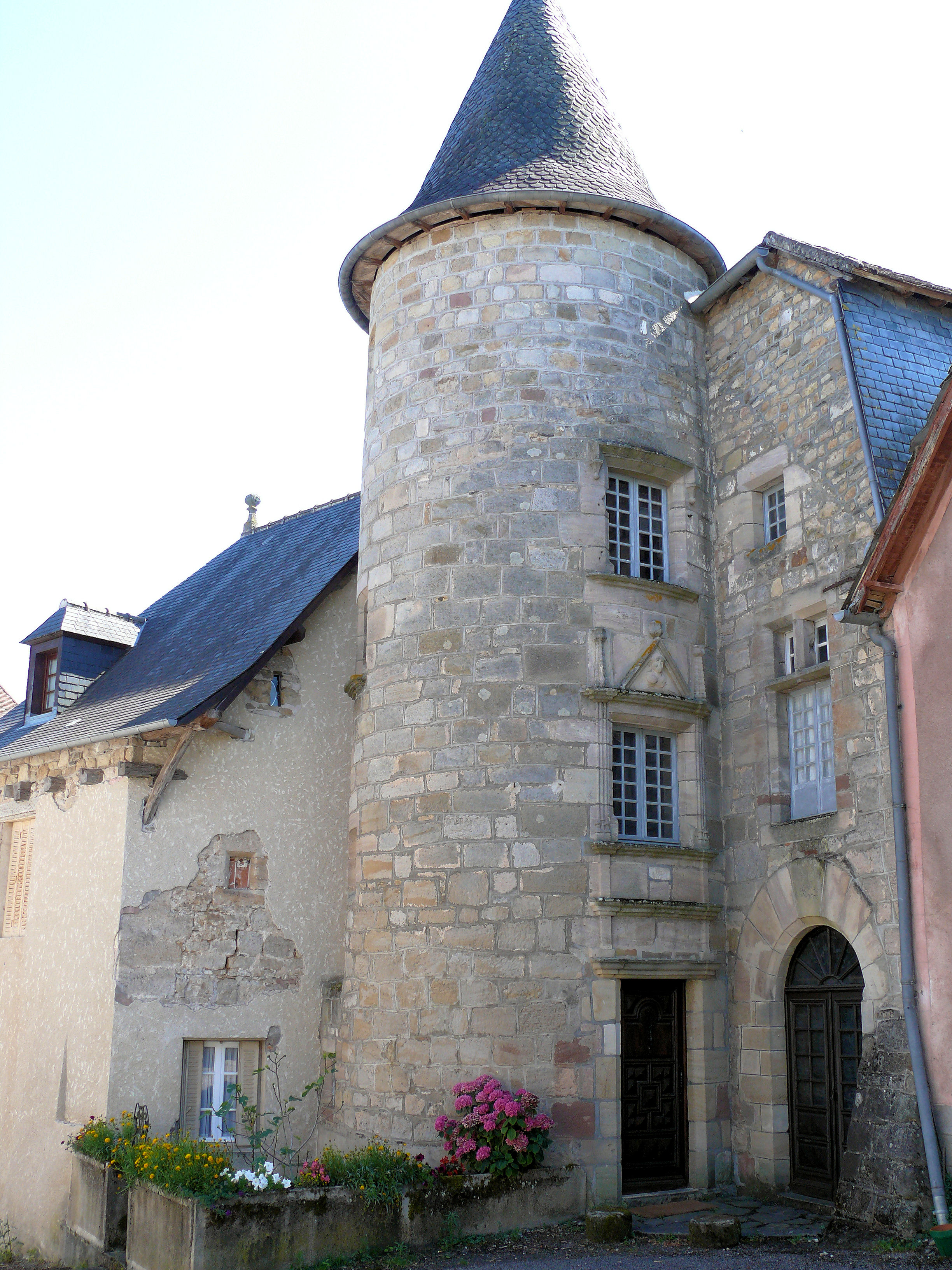
Haus aus dem 16. Jahrhundert
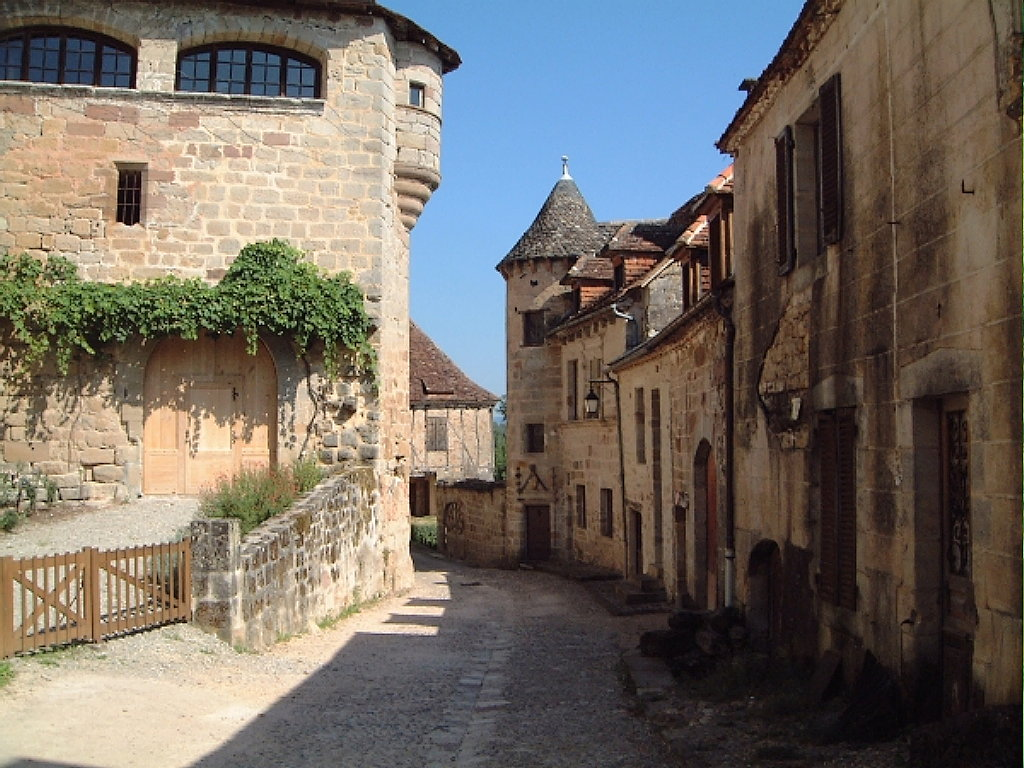
Gassenszenerie

## Persönlichkeiten
- Im Jahre 1940 hielt sich die Romancière Colette in Curemonte auf und verfasste hier ihren Roman Journal à rebours.